# Dierentuin van Gent
De Dierentuin van Gent of Gentsche Diergaerde was een dierentuin in de Belgische stad Gent in de tweede helft van de 19de eeuw.

## Geschiedenis

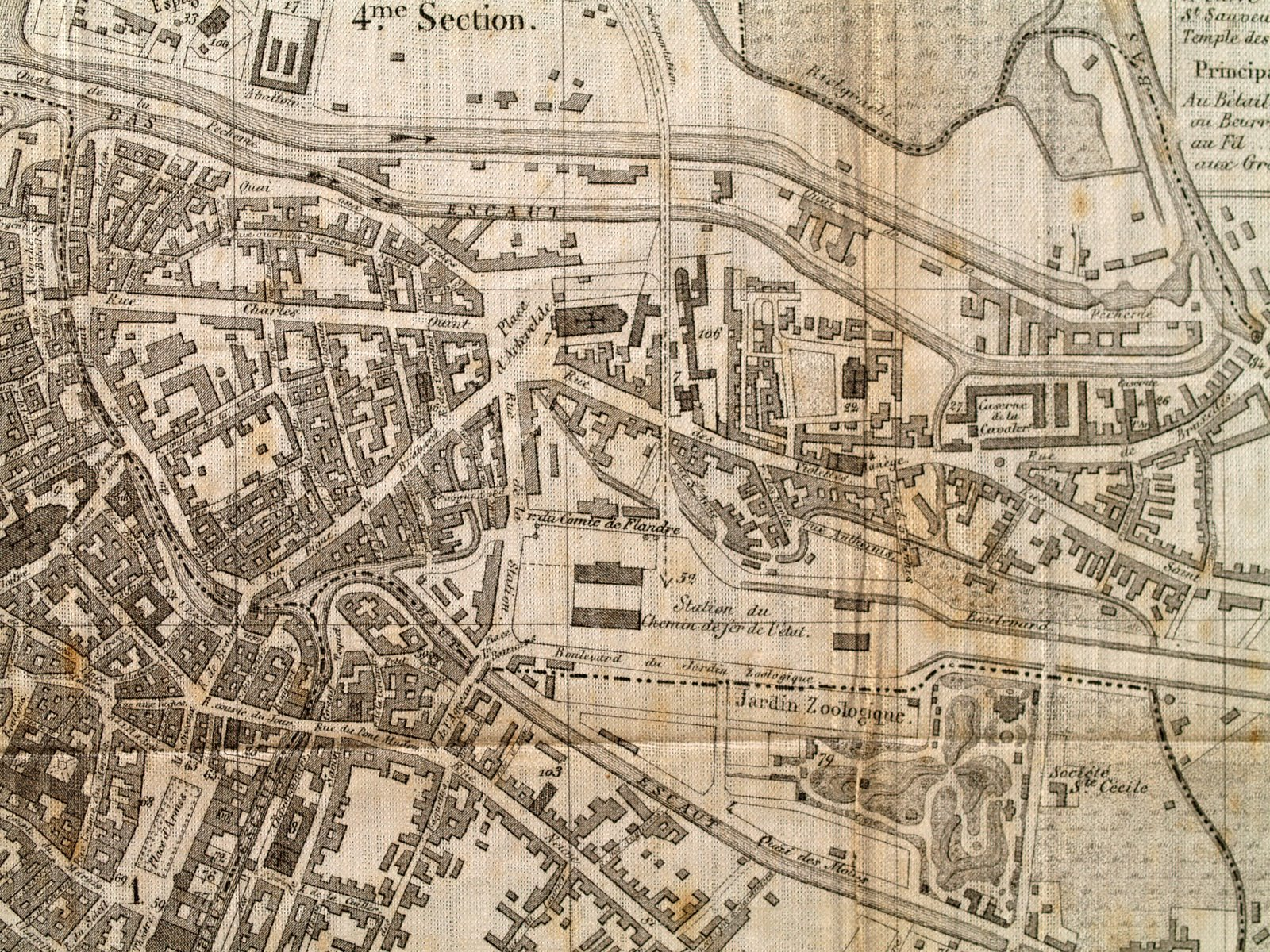
Detail stadsplan Gent, 2e helft 19e eeuw. Rechtsonder de dierentuin (Jardin Zoologique)

### Begin
Reeds in de middeleeuwen werd in het Gentse Gravensteen, later in het Prinsenhof, enkele dieren gehouden, waaronder leeuwen. In de jaren 40 van de 19e eeuw opende de Antwerpse Zoo zijn deuren. In navolging van dit succes wilde men ook in Gent een dierentuin oprichten.
Op 12 april 1851 werd de Gentse Maatschappij voor Natuurlijke Historie opgericht en zo werd Gent in België de eerste universiteitsstad met dierentuin. De maatschappij werd in december een naamloze vennootschap en commerciële activiteiten werden nu mogelijk. De dierentuin werd opgetrokken in de Muinkmeersen, in een tot dan toe open ruimte tussen de Opperschelde en de spoorlijn naar het station Gent-Zuid. Het eerste terrein was 3 ha, 30 a groot. Het telde verschillende vijvers en waterlopen. Centraal stond een kiosk met windmolen die het water moest oppompen. Er werd ook een hoofdgebouw met café-restaurant en salons opgetrokken in Byzantijnse stijl door Adolphe Pauli. In 1852 werd het terrein vergroot tot bijna 5 ha en in 1860 kwam daar nog bijna een halve hectare bij.
Het terrein op zijn grootste was toen begrensd door de rivier, de Sint-Lievenslaan, het Zuidpark en de Franklin Rooseveltlaan waar de hoofdingang was.
In het begin konden enkel leden van de vereniging de dierentuin bezoeken. De dierentuin was toen een netwerkplaats waar de gegoede burgerij afsprak en gezien wilde worden. Later werden de toelatingsvoorwaarden geleidelijk meer versoepeld en werd de dierentuin ook voor andere sociale klassen opengesteld, eerst voor de burgerij, later de middenklasse. Doch werden de verschillende klassen gescheiden. Arbeiders mochten bijvoorbeeld enkel op zondagvoormiddag binnen om het deftiger volk niet voor de voeten te lopen.

### Sluiting
Op het eind van de eeuw liepen de bezoekersaantallen terug en in oktober 1903 werd de maatschappij ontbonden. In 1905 sloot de dierentuin volledig. De meeste dieren werden openbaar verkocht. Andere, zoals de bruine beren, werden gedood door ophanging en de pelzen werden verkocht. De stad Gent kocht de gronden op en deze werden verkaveld. Zo werd hier onder meer de Cité de Hemptinne opgetrokken, een wijk van drie beluiken met 67 arbeiderswoningen.
De muziekkiosk verhuisde na de sluiting naar Eeklo, waar ze tot 1937 bleef staan op de Markt van de Meetjeslandse hoofdplaats. Daar diende ze te verdwijnen omwille van de heraanleg van de N9. Toen verhuisde de kiosk naar het pleintje aan de Vierschaar in Waasmunster, waar ze na enkele decennia ook verdween.

## Restanten
Het Muinkpark is nog een overblijfsel van de vroegere dierentuin. Daarom ook zijn in de 'oude dierentuin' (het Muinkpark dus) een aantal houten beelden van dieren opgenomen/tentoongesteld: papegaaien, een beer, een krokodil, aapjes, een tijger, .... en nu laatst ook in draadwerk, -gevuld met stenen- enkele pinguins
Verschillende straatnamen herinneren nog aan de dierentuin die zich vroeger in de buurt bevond: Alpacastraat, Arendstraat, Buffelstraat, Hertstraat, Leeuwstraat, Olifantstraat, Okapistraat, Tijgerstraat, Zebrastraat en Hofstraat (oorspronkelijk Dierentuinlaan).